# ورزشگاه فوتبال اینچئون
ورزشگاه فوتبال اینچئون (به کره‌ای: 인천축구전용경기장) یک ورزشگاه در شهر اینچئون، کره جنوبی است.
این ورزشگاه در سال ۲۰۰۸ میلادی شروع به ساخت و در مارس ۲۰۱۲ تأسیس شده و ظرفیت آن ۲۰٬۸۹۱ نفر می‌باشد.